# Велике компаније
Велике компаније (фр. grandes compagnies) биле су јединице најамника у француској у доба стогодишњег рата (1337-1453).

## Историја
У првој фази рата углавном су биле у служби Енглеске, али их касније ангажују и француски краљеви. Национални састав био им је хетероген; у социјалном погледу највише је било декласираних витезова и пауперизованог елемента из Француске, али и суседних земаља, жељних пљачке и авантура. После мира у Бретињију (1360), почињу да се организују и постају веома ефикасне јединице, а предводе их већином племићи. Обично имају неколико стотина бораца. Сурова и строга дисциплина је основна кохезиона снага јединица: почива, првенствено, на ауторитету команданта - капетана. Да би биле што покретљивије и самосталније, имају своје коваче, сараче, месаре, куваре, праље, лекаре, свештенике и писаре. најчешће оперишу у богатим крајевима - Нормандији, Бургундији, Лангедоку и Ил-де-Франсу.

### У служби Француске и сукоби са властима
Самовоља великих компанија (у народу су њихове припаднике називали дерикожама - фр. écorcheurs и скитницама - фр. routiers) постаје убрзо права опасност за Француску. У Нормандији их гони француски војсковођа Бертран Ди Геклен, а када су угрозиле и самог папу Иноћентија VI у Авињону, он безуспешно покушава да против њих организује крсташки поход. Француски краљ Жан II Добри креће 1362. против великих компанија са око 5.000 коњаника, али су га у бици код Брињеа (фр. Brignais), у близини Лиона, бројно надмоћније и вештије снаге најамника потпуно поразиле; заробљено је много високих феудалаца, међу којима и гроф од Танкарвила (фр. Tancarville), главни командант (конетабл) краљеве војске. Тај пораз показао је још једном да се велике компаније не могу ликвидирати силом. Ни покушаји њиховог ангажовања да као најамничке јединице ратују ван француске територије (у Шпанији и против Турака) нису дали резултата. Једино Ди Геклену полази за руком да их 1365. поведе да ратују у Шпанији (Нахера и Монтијел), али се и после тог похода (богато награђени) поново враћају у Француску и настављају пљачку и пустошења, час на страни краља и феудалаца, час за свој рачун. Када се почетком 15. века у Француској разбуктао грађански рат, услови за даље јачање самовоље Великих компанија постају још повољнији; нарочито пустоше северни и централни део земље.

### Ордонанс-компаније
Међутим, после мира у Туру (1444), којим је, у основи, решен стогодишњи рат, Шарл VII успева да их се привремено ослободи. У Лангру (фр. Langres) прикупља око 10.000 припадника Великих компанија и упућује их под командом престолонаследника Луја у Алзас у помоћ немачком цару против Швајцарске конфедерације, а мањи део ангажује да би умирио непокорене градове у Лувену. Почетком 1445, када су се бројно ослабљене Велике компаније поново вратиле у Француску, Шарл VII  их коначно узима у сталну службу. Формира од њих 15 компанија по 600 људи, названих ордонанс-компаније. На тај начин, самовољне Велике компаније претворене су у језгро стајаће војске Француске.